# St. Johannes und Paulus (Altmannsberg)

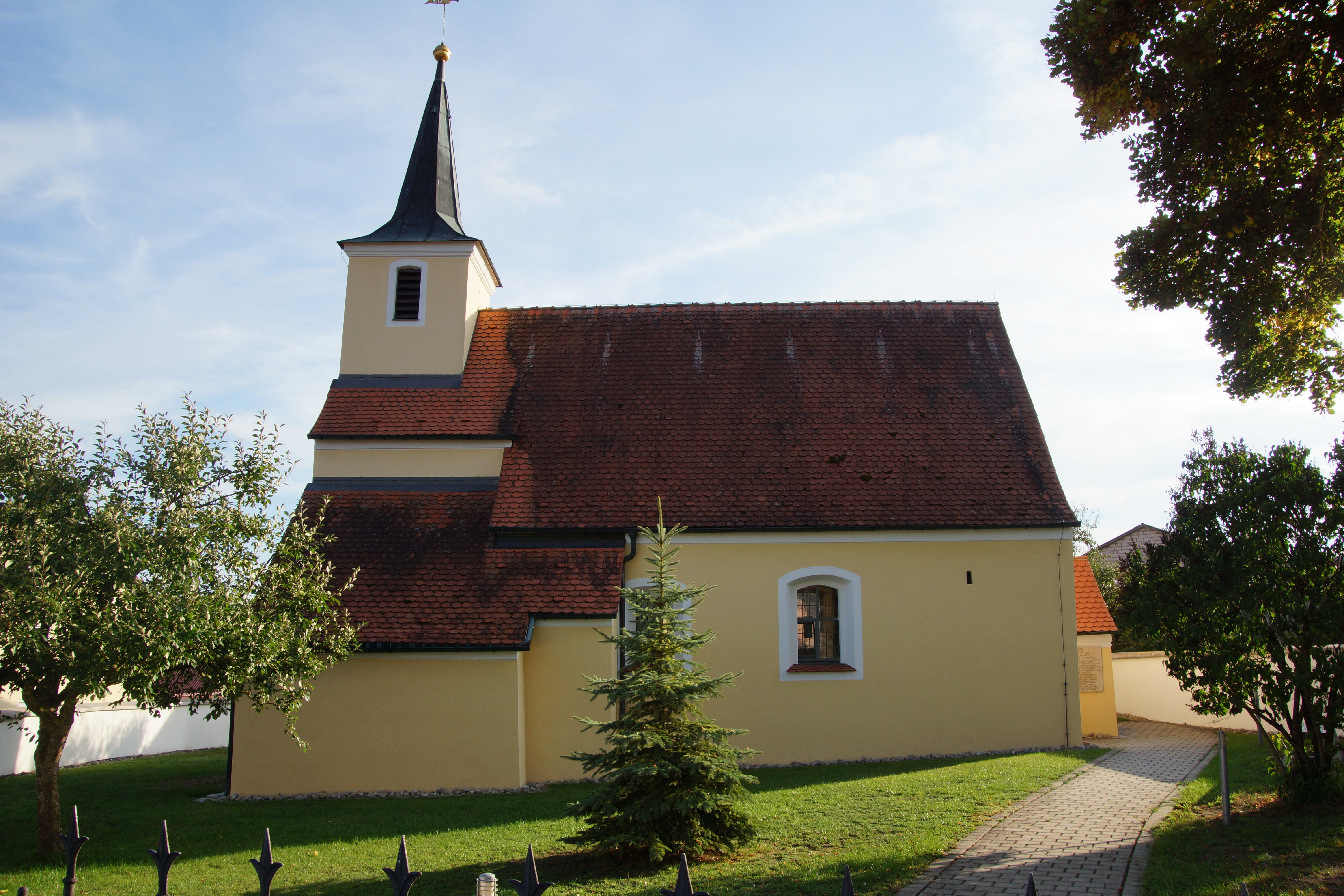
St. Johannes und Paulus (Altmannsberg)

Die römisch-katholische, denkmalgeschützte Filialkirche St. Johannes und Paulus steht in Altmannsberg, einem Gemeindeteil der Stadt Berching im Landkreis Neumarkt in der Oberpfalz in Bayern. Die Kirche gehört zur Stadtpfarrkirche Mariä Himmelfahrt (Berching) im Bistum Eichstätt. Das Bauwerk ist unter der Denkmalnummer D-3-73-112-104 als Baudenkmal in die Bayerische Denkmalliste eingetragen.

## Beschreibung
Die Saalkirche wurde im 13. Jahrhundert gebaut und im 18. Jahrhundert umgebaut. Sie besteht aus einem Langhaus und einem eingezogenen quadratischen Chor, über dem sich ein quadratischer Dachreiter befindet, der den Glockenstuhl beherbergt, und mit einem achtseitigen Knickhelm bedeckt ist. Im Glockenstuhl hängen zwei Kirchenglocken, die 1952 von Friedrich Wilhelm Schilling und die 2018 von der Glocken- und Kunstgießerei Rincker gegossene. Im flachgedeckten Innenraum des Langhauses wurden 1976 spätgotische Wandmalereien freigelegt.